# Андреассен, Бьёрн
Бьёрн Борребю Андреассен (дат. Bjørn Borreby Andreassen, Пустой шаблон {{ВД-Преамбула}} ) — датский велогонщик, специалист по велокроссу, маунтинбайку и гравийному велоспорту. Чемпион мира по кибервелоспорту (2023), серебряный призёр чемпионата Дании по велокроссу (2024).

## Карьера
Бьёрн Андреассен с юности занимался маунтинбайком и состоял в клубе Svendborg Mountainbike Klub. Его основной дисциплиной стал кросс-кантри, и именно в этой области он добился первых успехов. Андреассен практически не уделял внимания шоссейному велоспорту: по состоянию на начало 2023 года он стартовал всего в четырёх шоссейных гонках — Гран-при Хернинга и Тур Фюна в 2021 и 2022 годах. Тем не менее, позже ему удалось финишировать в десятке сильнейших на гонке Тур Фюна 2024 года (10-е место). В маунтинбайке же спортсмен стабильно входил в число лидеров национальных соревнований: так, в 2022 году Андреассен занял 7-е место в элитной категории на чемпионате Дании по маунтинбайку (кросс-кантри, XCO), а также 5-е место в дисциплине кросс-кантри марафон (XCM) на том же первенстве. Он успешно выступает и в национальной серии MTB-лиги, представляя клуб из Свеннборга.
В сезоне 2022/2023 Андреассен начал активно соревноваться в кибервелоспорте. 18 февраля 2023 года 21-летний датчанин неожиданно стал чемпионом мира по кибервелоспорту (e-cycling) на платформе Zwift, одержав победу в финале мирового первенства UCI Cycling Esports. Андреассен стратегически провёл гонку и сумел уйти в одиночный отрыв в решающем заезде, финишировав с комфортным отрывом от соперников. Сам спортсмен отметил, что опыт агрессивного старта в маунтинбайке помог ему разработать тактику для этой виртуальной гонки. Андреассен стал первым представителем Дании, выигравшим мировой чемпионат по кибервелоспорту, причём самым молодым чемпионом за всю историю этой дисциплины. В последующие годы он подтвердил свой высокий класс в данной дисциплине на национальном уровне: в 2024 и 2025 годах дважды подряд завоёвывал серебряные медали чемпионата Дании по кибервелоспорту.
Помимо маунтинбайка и виртуальных гонок, Андреассен активно выступает в велокроссе. В январе 2024 года он стал вице-чемпионом Дании по велокроссу, финишировав вторым на национальном первенстве в Хольбеке. Ранее, на чемпионате 2022 года, он входил в шестёрку сильнейших велокроссменов страны. Также спортсмен пробует силы в новых дисциплинах: например, в июне 2024 года он принял участие в этапе серии UCI Gravel World Series на гравийном покрытии (гонка Blåvandshuk в Дании) и занял 15-е место.
Андреассен получил профессиональное образование в сфере велосипедной техники. Параллельно с выступлениями он работал учеником механика в магазине Fri BikeShop (город Твед), в 2022 году получив квалификацию велосипедного механика. По окончании обучения Андреассен продолжил трудиться веломехаником — этот навык помогает ему лучше разбираться в технических аспектах велоспорта. Вместе с тем достигнутые успехи в различных видах велоспорта привлекли внимание средств массовой информации: о нём писали датские спортивные издания и порталы (например, Feltet.dk, TV 2/Fyn), подчёркивая сочетание карьеры механика и титула чемпиона мира по кибервелоспорту, что популяризировало киберспорт в велоспортивном сообществе.
В 2024 году он присоединился к любительской команде Adventure Cycling UNITY, а с 2025 года выступает за датский клуб Breakaway Cycling Club, продолжая совмещать спортивную карьеру на трассах и виртуальных платформах с работой в велоиндустрии.

## Достижения

### Велокросс
2021
Cup.EFD 3
3-й на Roskilde
3-й на Roskilde 2
4-й на Cup afd 6
2022
6-й на чемпионате Дании
2-й на Cross Cup-4
9-й на Holbaek-Heino Cross Cup-5
2024
2-й на чемпионате Дании

### Маунтинбайк
2019
8-й на Race Days Kolding powered by SRAM, U19
5-й на MTBliga #3, U19
6-й на MTBliga #4, U19
2020
9-й на чемпионате Дании — кросс-кантри марафон
9-й на чемпионате Дании — кросс-кантри

### Гравий
2024
9-й на Spring Classic GRVL Experience — DCU Gravel Cup #1

### Шоссе
2024
10-й на Туре Фюна

### Кибервелоспорт
2023
 Чемпионат мира
2024
2-й на чемпионате Дании
2025
2-й на чемпионате Дании

## Рейтинги
| Год                 | 2024   |
| ------------------- | ------ |
| Мировой рейтинг UCI | 2862-й |
|                     |        |
| Источник: UCI       |        |

## Личная жизнь
Старший брат Бьёрна, Симон Андреассен — двукратный чемпион мира по маунтинбайку среди юниоров (2014, 2015), пятикратный чемпион Дании по маунтинбайку в кросс-кантри (2016, 2020, 2021) и кросс-кантри марафоне (2018, 2021), трёхкратный чемпион Дании по велокроссу (2016, 2017, 2022), чемпион Европы в кросс-кантри шорт-треке (2024).